# Karolina Olczyk
Karolina Olczyk (ur. 7 lipca 1980 w Zgorzelcu) – polska siatkarka występująca na pozycji rozgrywającej. Obecni reprezentuje zespół SPS Politechnika Częstochowa w II lidze.

## Przebieg kariery sportowej
- SPS Politechnika Częstochowa – 2011/2012 - 2012/2013
- Jedynka Aleksandrów Łódzki – 2009/2010
- KPSK Stal Mielec 2006/2007 - 2008-2009
- Dalin Myślenice – 2003/2004 - 2005/2006
- Muszynianka Muszyna – 2001/2002 - 2002/2003
- Piast Szczecin – 2000/01
- Polonia Świdnica –1998/1999 - 1999/2000
- SMS Sosnowiec –1996/1997 - 1997/1998
- MKS Lubań Śląski  - 1991/1992 - 1995/1996

## Sukcesy
- brązowy medal na mistrzostwach Europy juniorek na Słowacji
- 7. miejsce na mistrzostwach Świata juniorek w Tajlandii
- dwa złote i brązowy medal mistrzostw Polski juniorek
- awans do serii A z Dalinem Myślenice
- awans do serii A z Muszynianką Muszyna